# Artibeus glaucus
Artibeus glaucus es una especie de murciélago de la familia Phyllostomidae.

## Distribución geográfica
Se encuentra en Bolivia, Brasil, Perú, Ecuador, Colombia, Venezuela, Guayana francesa, Surinam y la Guayana francesa.